# 제레미 툴랄랑
제레미 툴랄랑(프랑스어: Jérémy Toulalan, 1983년 9월 10일 ~ )은 프랑스의 전 축구 선수로, 그의 주 포지션은 수비형 미드필더이지만, 중앙 수비수이기도 하다. 그는 수줍음, 겸손한 태도, 단순한 배열, 좋은 기술, 효과적인 태클로 유명하다.
툴랄랑은 낭트 출신이며, 2002년 3월 FC 낭트에 처음으로 데뷔했다. 2004-05 시즌에서 상을 받기도 했다. 2006년 5월 올랭피크 리옹에 4년 계약을 맺고 합류하였으며, 2007년과 2008년에 자신의 소속 팀을 도왔다. 2011년 6월 그는 말라가 FC로 이적했다.
툴랄랑은 과거 프랑스 축구 국가대표팀의 일원이었으며, UEFA 유로 2008과 2010년 남아공 월드컵에서 모국을 대표하기도 했다.

## 수상

### 클럽
리옹
- 리그 1: 2006–07, 2007–08
- 쿠프 드 프랑스: 2008
- 트로페 데 샹피옹: 2006, 2007

### 개인상
- UNFP 리그 1 올해의 유망주: 2004–05
- UNFP 리그 1 올해의 팀: 2007–08